# Denis Sinor
Denis Sinor (ur. 17 kwietnia 1916, zm. 12 stycznia 2011) – amerykański językoznawca pochodzenia węgierskiego.

## Życiorys
Kształcił się na Węgrzech oraz w Szwajcarii i Francji. W 1948 r. uzyskał magisterium na University of Cambridge; do 1962 r. wykładał na Wydziale Orientalistyki. W 1962 r. wyjechał do Stanów Zjednoczonych i przebywał na Uniwersytecie Indiany jako profesor wizytujący, od 1975 r. jako Distinguished Professor. Założył Department of Uralic and Altaic Studies.
Jego dorobek naukowy obejmuje 8 książek oraz ponad 160 artykułów; objął redakcją 14 książek.